# مانويل بابلو
مانويل بابلو (بالإسبانية: Manuel Pablo)‏ (مواليد 25 يناير 1976 في أروكاس - إسبانيا) لاعب كرة قدم إسباني يلعب حاليا لصالح نادي الدرجة الأولى ديبورتيفو لاكورونيا الإسباني منذ 1998 في مركز الظهير الأيمن . .

## روابط خارجية
- مانويل بابلو على موقع الاتحاد الدولي (مؤرشف)  (الإنجليزية)
- مانويل بابلو على موقع قاعدة بيانات كرة القدم.إي يو (الإنجليزية)
- مانويل بابلو على موقع ناشيونال فوتبول تيمز (الإنجليزية)
- مانويل بابلو على موقع Soccerway.com (الإنجليزية)
- مانويل بابلو على موقع عالم كرة القدم.نت (الإنجليزية)
- مانويل بابلو على موقع كووورة
- مانويل بابلو على موقع AS.com (الإسبانية)